# Joseph (Catholicos d'Abkhazie)
Joseph ou Ioseb (géorgien : იოსები; 1739 – 13 mai 1776) est un prince géorgien orthodoxe hiérarque, évêque métropolitain du monastère de Ghélati (1760–1769), et catholicos d'Abkhazie (1769–1776). Il était le fils cadet du roi Alexandre V d'Iméréthie, de la dynastie Bagration. Il fut un des principaux partisans de son frère le roi Salomon Ier d'Iméréthie, dans ses efforts pour consolider l'autorité royale.

## Carrière
Joseph est le fils du roi Alexandre V, d'Iméréthie en Géorgie occidentale, et de son épouse, Thamar Abaschidzé.
Il mène une carrière ecclésiastique principalement dans la cathédrale de Ghélati près de la capital du royaume d'Iméréthie Kutaisi, et accède au rang de protoiereus à celui d'évêque. En 1766, il est le principal négociateur pour el compte de son frère, le roi Salomon Ier qui a été chassé de sa capital par un coup d'état fomenté par son cousin Teimouraz d'Iméréthie soutenu par l'empire Ottoman. Afin d'aider Salomon à récupérer sa couronne, Joseph, se rend à Tbilissi, auprès du roi Héraclius II de Karthli et de Kakhéthie, et il accompagne l'envoyé d' Héraclius à Constantinople pour négocier avec le gouvernement Ottoman.
Dans le même temps, Salomon réussit à vaincre Teimouraz et déjouer les intrigues de l'un de ses sujets récalcitrant Rostom, Duv de Ratcha qui avait dépêché son frère Besarion, Catholicos d'Abkhazie et de ce fait chef de l'église Orthodoxe en Géorgie occidentale au pacha ottoman Akhaltsikhé pour lui demander de l'aide contre lui. Pour ce faire, Salomon envoie Joseph avec des propositions de paix en échange de l'arrestation du Catholicos Besarion. La diplomatie de Salomon l'emporte et Besarion est emprisonné à Akhaltsikhé, mais il s'échappe et se réfugie en Mingrélie où il s'autoproclame « Catholicos » de l'église orthodoxe locale. Salomon nomme à sa place Joseph, alors âgé de 30 ans qui est couronné à Ghélati en mars 1769,.
En mai 1769, Salomon envoie Joseph dans le duché de Ratcha faire la paix avec Rostom. Le catholicos jure sur l'église de Barakoni que son frère garantira sa sécurité. Rostom accepte rapidement, mais il est trahi par Salomon, qui le capture lors d'un banquet et le fait aveugler pour le punir de sa rébellion. le duché de Ratcha est supprimé et ses domaines confisqués ; quelques-uns reviennent à Joseph. Dans les années suivantes, Joseph poursuit ses efforts afin de persuader le gouvernement Mingrélien d'abolir le catholicat rival établi par Besarion, le frère fugitif de Rostom. Les négociations sont infructueuses, mais, après la mort de Besarion en 1773, il n'y a pas de nouvelle tentative d'installer un autre Catholicos en Mingrélie.
Le Catholicos Joseph n'épargne pas ses efforts pour agrandir sa cathédrale de Ghélati. Une nouvelle enceinte est construite et à l'intérieur; plusieurs nouveaux domaines, des ménages de serfs, des objets liturgiques précieux, et une collection de manuscrits, y compris les évangiles de Vani (en) du XIIIe siècle qu'il avait reçu en cadeau. Des dons sont également envoyés à la cathédrale de Bichvinta (en), un ancien siège du Catholicossat d'Abkhazie. Joseph meurt en 1776, à l'âge de seulement 37 ans et il est inhumé dans le monastère de Ghélati.